# نقش شفطبعل

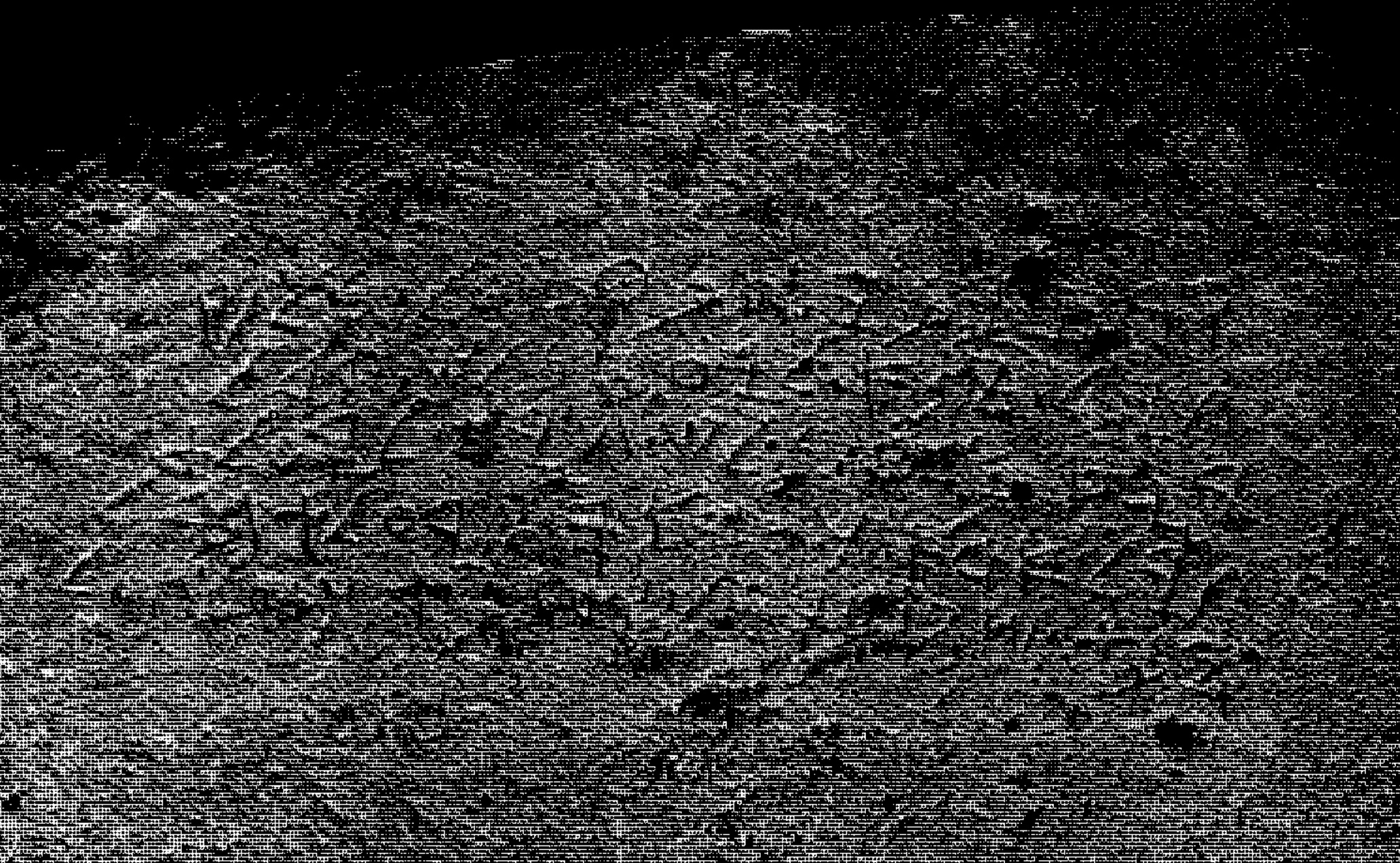
نقش شفطبعل

نقش شفطبعل هو نقش باللغة الكنعانية والأبجدية الفينيقية (KAI 7، TSSI III 9) وجد في جبيل عام 1936،  نُشر عام 1945.  
وهو موجود في متحف بيروت الوطني .

## نص النقش
| سطر | نقحرة                   | ترجمة                        |
| --- | ----------------------- | ---------------------------- |
| 1   | قر ز بني شفطبعل ملك     | الجدار هذا بنى شفطبعل ملك    |
| 2   | جبل بن إيلبعل ملك جبل   | جبيل ابن إيلبعل ملك جبيل     |
| 3   | بيحملك ملك جبل لبعلت    | ابن يحملك ملك جبيل لبعلة     |
| 4   | جبل ادتو تارك بعلت جبل  | جبيل سيدته لتطيل بعلة جبيل   |
|     | يمت شفطبعل وشنتو عل جبل | أيام شفطبعل وسنواته على جبيل |

## هوامش
1. ↑  Vriezen 1951، صفحة 11.
2. ↑  موريس دوناند, Biblia Grammata: Documents et Recherches sur le Dévelopment de L'écriture en Phénicie (Beyrouth: Direction des Antiquité, 1945): 146–151. نسخة محفوظة 2023-05-28 على موقع واي باك مشين.
3. ↑  "Middle East Kingdoms- Ancient Central Levant States". Kessler Associates. مؤرشف من الأصل في 2024-04-16. اطلع عليه بتاريخ 2017-05-23.